# 勒韦尔内 (上卢瓦尔省)
勒韦尔内（法語：Le Vernet，法語發音：[lə vɛʁnɛ]）是法国上卢瓦尔省的一个市镇，属于勒皮区。

## 地理
勒韦尔内（45°2'12"N, 3°40'18"E）面积3.82 平方千米，位于法国奥弗涅-罗讷-阿尔卑斯大区上盧瓦爾省，该省份为法国中南部省份，北起多姆山省和卢瓦尔省，西接康塔爾省，南至洛泽尔省，东临阿尔代什省。
与勒韦尔内接壤的市镇（或旧市镇、城区）包括：圣贝兰、圣让德奈、阿列河畔圣普里瓦。

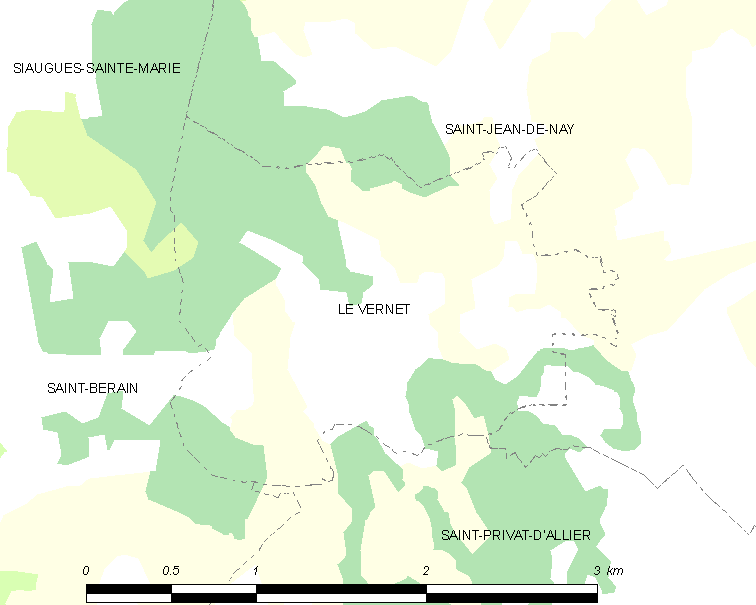
的OSM定位图

勒韦尔内的时区为UTC+01:00、UTC+02:00（夏令时）。

## 行政
勒韦尔内的邮政编码为43320，INSEE市镇编码为43260。

## 政治
勒韦尔内所属的省级选区为圣波利安县。

## 人口

1962-2008年间人口变化图示

勒韦尔内于2022年1月1日时的人口数量为22人。